# Zajednica općina Osijek
Zajednica općina Osijek, u administrativnoj podjeli bivše Jugoslavije 70-ih i 80-ih godina 20. stoljeća naziv za 14 udruženih općina u Socijalističkoj Republici (SR) Hrvatskoj, na području istočnohrvatske makroregije.
Zajednicu općina Osijek činile su: Općina Beli Manastir (Baranja) i općine Donji Miholjac, Đakovo, Našice, Nova Gradiška, Orahovica, Osijek, Podravska Slatina, Slavonska Požega, Slavonski Brod, Valpovo, Vinkovci, Vukovar i Županja (Slavonija). Teritorij tih 14 općina nazivao se često i Slavonija i Baranja, ponekad (jer je Baranja znatno manja) i samo Slavonija, iako je geografski i povijesno Slavonija širi teritorij u koji ulaze i područja tadašnjih općina Daruvar, Grubišno Polje, Novska, Pakrac i Virovitica.
Zajednica općina Osijek protezala se na prostoru između 45º i 46º sjeverne geografske širine i između 17º i 17º 30' istočne geografske dužine s površinom od 11.090 km². Bila je omeđena rijekama Dravom (osim u baranjskom dijelu), Dunavom i Savom, zapadnim padinama planina Papuka i Psunja i istočnim obroncima Fruške gore. Njen međuriječni položaj protezao se od istočnih do zapadnih granica u dužini od 270 km, a po širini od sjevernih do južnih granica u prosjeku 70 km. Na sjeveru je graničila s Narodnom Republikom Mađarskom, na istoku sa SAP Vojvodinom i SR Srbijom, a na jugu sa SR Bosnom i Hercegovinom, dok se na zapadu nadovezivala na srednjohrvatsku makroregiju, odn. na zajednice općina Bjelovar i Sisak.
Izvori:
- "Slavonija", Privredna komora Slavonije i Baranje i "Litokarton", Osijek, 1980. (str. 12)
- "Petnaest godina privrednog razvoja Slavonije i Baranje (1962. – 1977.)", Privredna komora Slavonije i Baranje, Osijek, 1979.
- J(ovan) Nedić: "Slavonija i Baranja" < Baranjski leksikon, Baranjski dom, I, 22, 5 - Beli Manastir, 22-23. V. 2006.